# ڴ
Gāf trois points suscrits ‹ ڴ › est une lettre additionnelle de l’alphabet arabe qui était utilisée dans l’écriture de l’azéri. Elle est composée d’un gāf ‹ گ › diacrité de trois points suscrits.

## Utilisation
En azéri, écrit avec l’alphabet arabe du VIIe siècle aux années 1920 en Azerbaïdjan, ‹ ڴ › représente une consonne nasale vélaire voisée [ŋ].